# Законы об иностранцах и подстрекательстве к мятежу

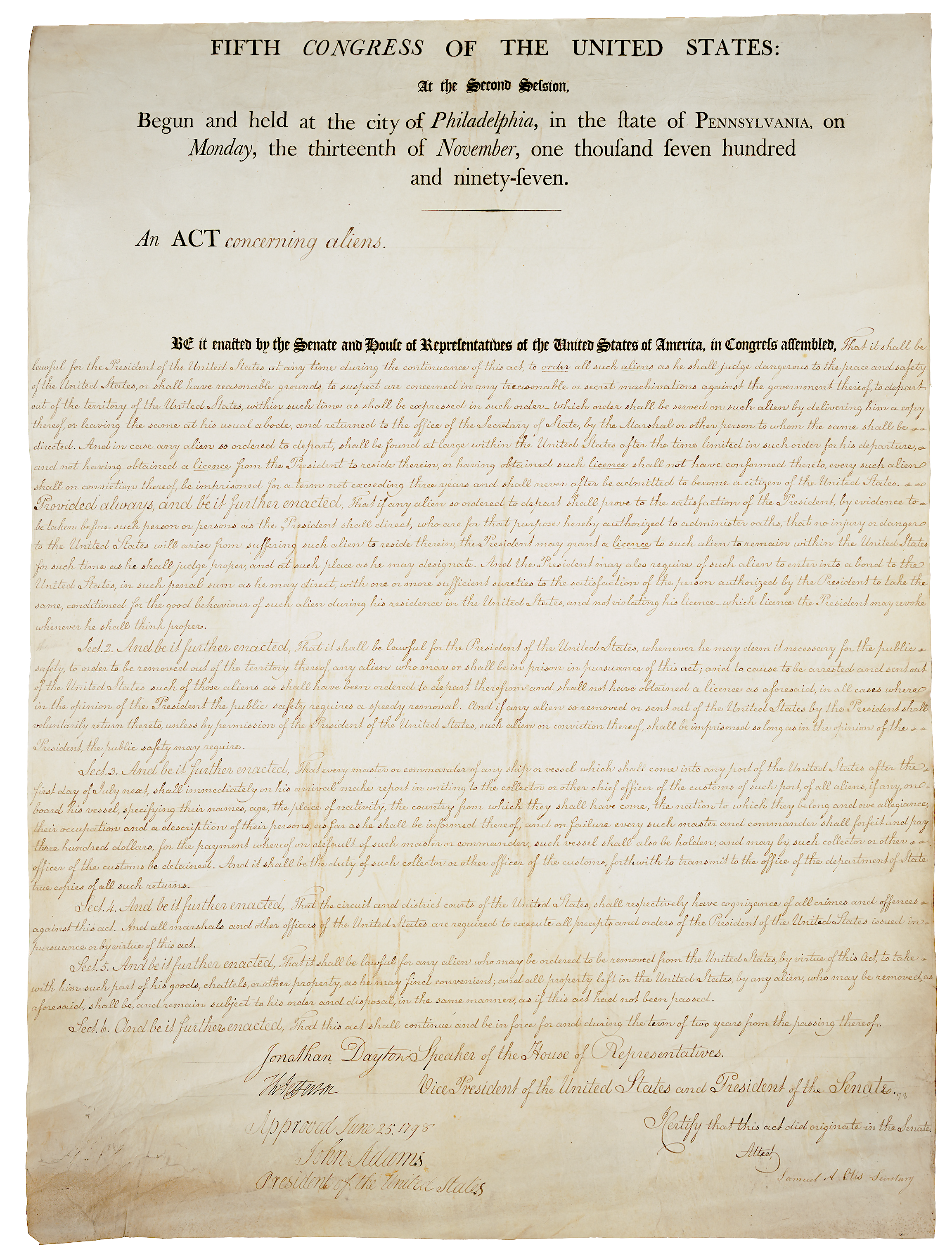
Оригинал закона

Законы об иностранцах и подстрекательстве к мятежу (англ. Alien and Sedition Acts) — общее название для пакета законов, которые были приняты 5-м Конгрессом США в июне и июле 1798 года на фоне начавшейся холодной войны (квазивойны) с Францией. Подписание этих законов считается[кем?] крупнейшей политической ошибкой президента Джона Адамса. Законы давали президенту право депортировать без суда любого иностранца, объявить врагом любого гражданина воюющей с США страны, и вводили уголовную ответственность за клевету в адрес Конгресса и правительства.
Законы были направлены во многом против сторонников республиканской партии и их прессы, поэтому лидеры этой партии выступили против законов, а Джефферсон и Мэдисон организовали принятие Кентуккийских и Вирджинских резолюций, которые утверждали, что правительство штатов имеет право объявить недействительным любой федеральный закон.
Законы редко применялись на практике. Президент Адамс не стал депортировать подозрительных иностранцев, хотя госсекретарь Пикеринг настаивал на этом, и всего 14 человек были привлечены к суду за критику правительства.
Принятие «Законов» иногда считается главной причиной поражения федералистской партии на президентских выборах 1800 года. После победы республиканцев президент Томас Джефферсон отменил законы.